# 深層心理学
深層心理学（しんそうしんりがく、ドイツ語: Tiefenpsychologie、英語: depth psychology）は、無意識に想定される構造や心的過程によって、人間の行動や経験の意味を解釈し、解明しようとする、心理学及び臨床心理学における様々な理論の総称である。
深層心理学の代表的な学派は、ジークムント・フロイトが創始した精神分析学派、フロイト門下の研究者でもあったカール・グスタフ・ユングが創始した分析心理学派、そしてアルフレッド・アドラーが発展させた個人心理学（ Individualpsychologie ）派である。
深層心理学の基本的な理論構想は、人間の心には意識の下層において、更に深い層が存在し、無意識的なプロセスがこれらの層にあって進行しており、日常生活の心理に対し大きな影響を及ぼしていると云うものである。
深層心理学に関するこのような考えは、哲学の分野ではショーペンハウアーやニーチェなどの先駆者によって、またロマン主義の文学などで構想されていた。同時代においても、ウィリアム・ジェイムズやピエール・ジャネなどが概念を吟味しており、スイスのカール・ユングもまた独自に理論を模索していた。

## フロイトの理論
これらのなかで、ウィーンのジークムント・フロイトがこの仮説を、初めて系統的・学問的な方法で研究し、「無意識の発見」とも呼ばれるその理論形成において、人間の日常生活における心の働きのありようについて、広範囲な影響力を有した帰結を導き出した。
「深層心理学」の概念を最初に導入したのはスイスのオイゲン・ブロイラーである。フロイトは、みずからが基礎付けた精神分析を、当時のアカデミックな心理学で支配的であった意識心理学（ Bewusstseinspsychologie ）と識別するため、1913年以来、この概念を援用した。他方、フロイトが基礎付けた精神分析の学説と並列して、フロイト門下にあったカール・ユングとアルフレッド・アドラーは、それぞれ独自の深層心理学の学派を樹てた。ユングは分析心理学派を、そしてアドラーは個人心理学派を築いた。

## 心のダイナミクス
深層心理学の諸流派は、無意識の「深層」において進行している、心的な欲求（Trieb）の調整と葛藤への対処過程が、意識的な日常経験や行動の基礎に存在するという見解を表明している。心的なプロセスは本質的には、欲求または他の動機となる過程を基礎に置く、心的エネルギーの力動（Spiel）と理解される。すなわち、ここで「心のダイナミクス（動力学）」が想定される。
このプロセスは、人間の日常的な心的生活に特定のエネルギーを供給する。フロイトは性的欲求を非常に重視し、プロセスに付随する欲動エネルギーをリビドー（Libido）と呼んだ。ユングとアドラーは、性的な欲求力動を重視するフロイトの主張を承認しなかった。アドラーはフロイトの主張に抗し、権力への野心が心の原動力の中心に位置するとした。ユングは心的エネルギーに特定性はなく、欲求エネルギーの普遍性を提唱した。

## 深層心理学の歴史

### ジークムント・フロイト

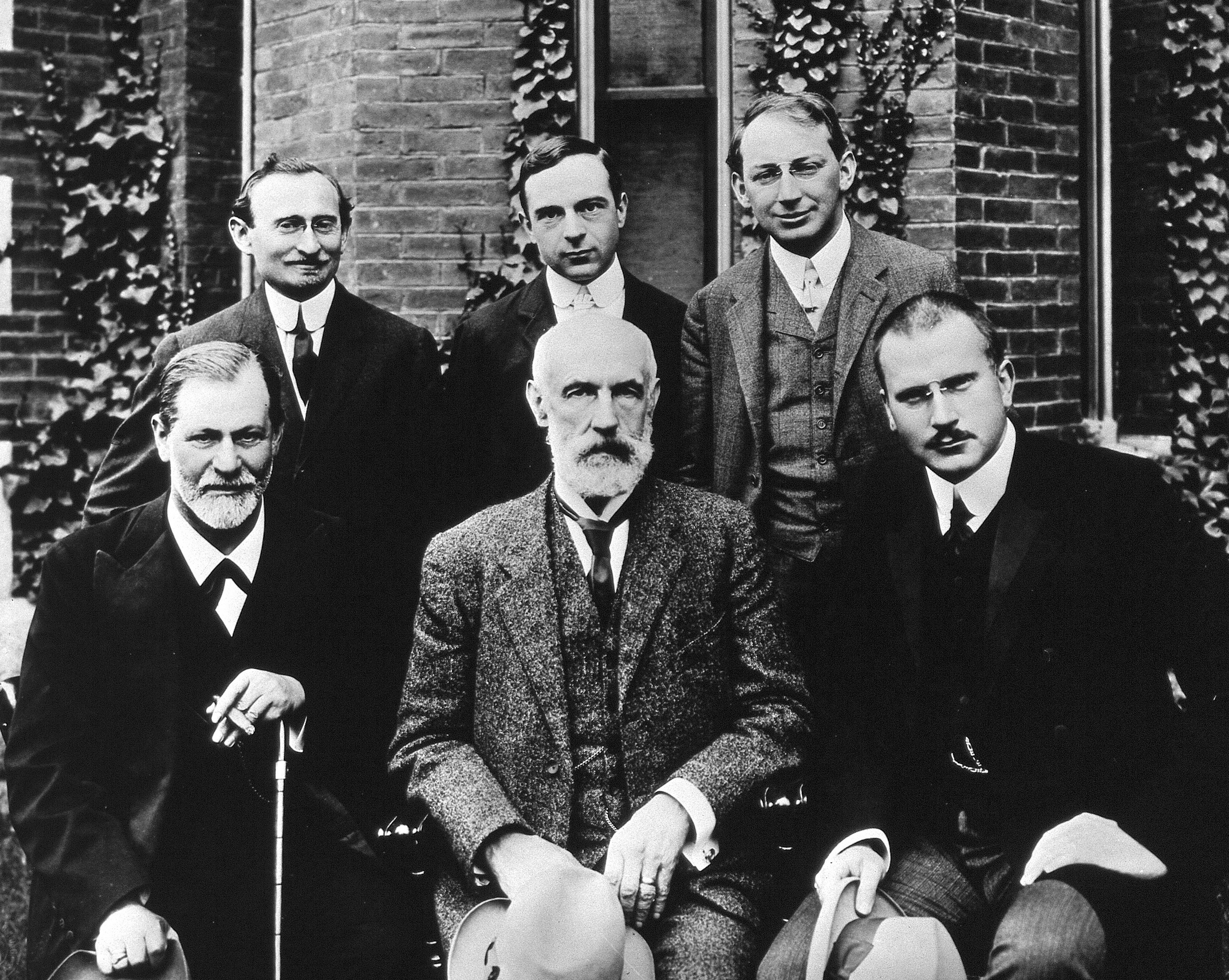
前列左より：フロイト、スタンレー・ホール、ユング （米国クラーク大学前）

フロイトは最初、いわゆるところの後催眠暗示（de:Posthypnotische Suggestion）が無意識の存在の証拠であると考えた。後催眠暗示は、催眠状態にある被験者に与えられる指図で、催眠状態においては彼はその内容をよく理解するが、催眠のトランス状態から脱して覚醒した後、被験者は意識的にはこの指示を思い出すことができない。しかしなお指示の通りの行動等を行うと云う暗示である。フロイトはまた、ヒステリー症状に対するこの治療方法を、最初、ジャン＝マルタン・シャルコーから借用した。
無意識の概念にとって、このことは同じことを意味する。被験者が何も思い出せないにもかかわらず、催眠の緊張が維持されている限り指示が有効で、被験者自身驚きを感じ、何故自分がそのようなことをしたのか訝しむにも拘わらず、指示を実行してしまうのである。（しばしば、被験者は後催眠暗示の実行に対し「弁明」を見出す。自分たちの行動が、単純であるが、見かけ上は論理的な意図に基づくことを説明しようと試みる。しかし説明によっても、催眠のトランス状態で与えられた暗示について思い出すことはできない）。無意識の概念を説明するため、同様に、言い間違いや過誤行為（Fehlleistung）がフロイト的な解釈にあって利用された。

### カール・グスタフ・ユング

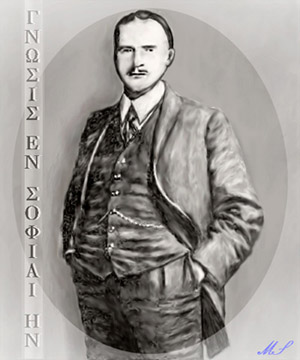
カール・グスタフ・ユング

カール・ユングは、彼が行った連想試験の結果を無意識の存在の証拠と見なした。ユングは被験者に対し、細心の注意を払って作成した語彙集のなかの単語を述べ、被験者はこの単語によって意識に最初に昇った内容を、できるだけ速く答えねばならない。この実験を行っているあいだに、ユングは、単語のなかの或るものが、被験者に対し奇妙な反応を引き起こすことに気づいた。少なからぬ単語に対する連想が、通常の反応と異なり乱れていた。
それらの単語の場合、反応が遅すぎるか、または独特な内容の連想が生じ、心的な葛藤が連想反応において連関することが示唆されていた。（例えば、医師：「雲」に対し、被験者：「空」は自然である。しかし、医師：「母親」に対し、かなりな時間の経過の後で、被験者：「墓地」は一般的な反応とは言えない）。このような試験結果より、ユングは、意識とは離れて、心的な葛藤の連関構造が存在することを結論付けた。彼はこのような葛藤の連関を、コンプレックスと名づけたが、コンプレックスは無意識であるにも拘わらず、意識的な意図に介入して攪乱するのである。
ユングは更に「個人的無意識」以外にも、より深い層での無意識の領域、すなわち「集合的無意識」が存在することを仮定した。（集合的無意識は、深層に位置する領域である。元型を参照）。ユングは集合的無意識を、ある意味で、人類の歴史における心的な遺産（遺伝）の貯蔵庫であるとも見なした。この集合的無意識の内容は、身体の発展と類比的に、人類の進化において蓄積され発展し、構成されて来たものである。

### 現代における基礎研究
新たな研究が、TP（深層心理学、1890年-1920年）の草創期に由来する実験によって、無意識の力動構造を部分的であるが確認している。例えば、転換性障害（Konversionsstoerungen）に関するある研究においては、心的な障害のために視覚機能が喪失されたヒステリー性の盲目の人が、その故に多様な視覚的刺激を持つ人でもあることが発表されている。
被験者が心的な原因を持たない場合には、彼らの視覚の不全性は試験者にとって自然なものとして受け止められ、試験結果は健常な被験者の結果と類似したものとなった。とはいえ、被験者が心的な原因を持つ場合には、彼らの視覚の不全性は試験者によって自然なものと受け入れられるが、試験結果は、水準以下であるとして試験から除外された。更にまずいことには、正規の質疑が予定されていた、生理学的な理由による失明者については、質疑が除外されたことである。
このことより、人間の行動には、無意識的な動機が事実上存在するということが結論として出てくる。